# Renault UE
Renault UE – francuski uniwersalny pojazd gąsienicowy wprowadzony na uzbrojenie w latach 30. XX wieku.

## Historia konstrukcji
Na przełomie lat 20. i 30. dowództwo armii francuskiej podjęło decyzję o wprowadzeniu na uzbrojenie lekkiego pojazdu gąsienicowego mogącego pełnić rolę tankietki, ciągnika artyleryjskiego, czy wozu rozpoznawczego. Po próbach do produkcji skierowano wzorowaną na tankietkach Carden-Lloyd konstrukcję koncernu Renault. W 1931 roku pojazd o oznaczeniu fabrycznym Renault UE został wprowadzony na uzbrojenie jako Chenillette de ravitaillement d'Infanterie Modèle 1931 R. Do 1937 roku wyprodukowano 4496 tych pojazdów używanych głównie jako ciągniki artyleryjskie armat przeciwpancernych Canon léger de 25 antichar S.A.-L mle 1934 oraz transportery amunicji. Poza pojazdami przeznaczonymi dla armii francuskiej wyprodukowano 10 pojazdów dla Republiki Chińskiej i Rumunii.
Po klęsce Francji w 1940 roku znaczna liczba pojazdów Renault UE została zdobyta przez siły zbrojne III Rzeszy. Część z nich została przekazana sojusznikom, ale większość została wcielona do jednostek Wehrmachtu. Pełniły w nich rolę ciągników armat przeciwpancernych jako Infanterie UE-Schlepper 630(f), transporterów amunicji jako Munitionsschlepper Renault UE(f). Część pojazdów była używana do ochrony lotnisk i szlaków komunikacyjnych. Kilkaset przebudowano na niszczyciele czołgów Selbstfahrlafette für 3.7cm Pak36 auf Renault UE(f), kilkadziesiąt na wyrzutnie rakietowe Selbstfahrlafette für 28/32cm Wurfrahmen auf Infanterie-Schlepper UE(f).
Po wojnie nieliczne Renault UE zostały wyremontowane i ponownie wcielone do armii francuskiej. Część z nich została uzbrojona w karabin maszynowy i użyta przez siły francuskie stacjonujące w Indochinach.